# Underground Lizard People
Pour plus de détails, voir Fiche technique et Distribution.
Underground Lizard People est un film d'horreur américain réalisé par Jared Cohn, sorti en 2011. Il met en vedettes dans les rôles principaux Hugo Dillon, Jared Cohn et Caitlin Gold.

## Synopsis
Un groupe de passionnés de cinéma, dirigé par le réalisateur Jason Watts, s’aventure dans des tunnels souterrains pour découvrir la vérité sur une série de disparitions. Dans les tunnels, ils rencontreront toutes sortes de personnages. Mais leur surprise sera grande, quand ils découvriront une civilisation de ces lézards, mi-humains, mi-animaux.

## Distribution
- Caitlin Gold : Rachael
- Clint Byrne : Jason
- Lauren Klemp : Lynda
- Jared Cohn : Chip
- Ira Berkowitz : Whitehorn
- Craig Scribner : caporal Donnelly
- Colin Walker : Jack
- Hugo Dillon : lézard #1
- Mike Baez : lézard #4[3]
- Courtney Hammond : Cheryl[4].
- Eric C. Bailey : officier du département de la Défense
- Ashley Blades : espion
- Pierre Bonny : lézard #2
- Brittany Falcone : enfant lézard #2
- Chloe Falcone : enfant lézard #3
- Matt Baxter Luceno : Matt
- Myles MacVane : secrétaire à la Guerre
- Christian Musto : enfant lézard #1
- Danielle Richard : reine Lézard #1[1]

## Production
Le tournage a eu lieu à Brooklyn, dans la ville de New York, aux États-Unis.